# Kościół Najświętszego Serca Pana Jezusa we Fryburgu Bryzgowijskim
Kościół Najświętszego Serca Pana Jezusa (niem. Herz-Jesu-Kirche) – neoromańsko-neogotycka świątynia rzymskokatolicka znajdująca się w niemieckim mieście Fryburg Bryzgowijski.

## Historia
W XIX wieku wierni z dzielnicy Stühlinger uczęszczali do kościoła św. Marcina, który z powodu znacznego rozwoju miasta był przepełniony. Stowarzyszenie budowy nowego kościoła założono 18 września 1884, jego członkami byli m.in. biskup pomocniczy Justus Knecht i archidiecezjalny inspektor budowlany Franz Baer, a budowę wspomogli finansowo z własnych środków m.in. abp Johann Baptist Orbin, ks. Ludwig Wanner i Amalia Gramm. Po śmierci Baera zdecydowano się powierzyć projekt świątyni Maxowi Meckelowi. 10 czerwca 1892 rozpoczęto prace budowlane, a 2 października tego roku abp Christian Roos wmurował kamień węgielny. 7 lipca 1896 dachy wież zwieńczono krzyżami. Wspólnotę Najświętszego Serca Pana Jezusa erygowano w 1897 roku jako Pfarrkuratie, która do rangi parafii (niem. Pfarrei) została podniesiona w 1908 roku. 
Świątynia nie została trafiona podczas bombardowania z 27 listopada 1944, lecz uderzenia w pobliskie budynki i przykościelny plac spowodowały zerwanie dachu, uszkodzenie sklepienia i wybicie szyb w oknach. Kościół został ponownie zniszczony podczas kolejnego bombardowania z 17 grudnia 1944, dwie bomby zniszczyły północne ramię transeptu i zakrystię.
Odbudowę rozpoczęto w 1945 roku, w następnym roku dach był już pokryty gontem, a sklepienia były podtrzymywane za pomocą rusztowań, które chroniły kościół przed katastrofą budowlaną. 9 stycznia 1947 jedno z żeber sklepień zawaliło się, zabijając jednego z robotników. W 1947 tymczasowym dachem przykryto nawę boczną, co umożliwiło odprawianie tu nabożeństw. Prace rekonstrukcyjne trwały do 1952 roku, 27 kwietnia 1952 abp Wendelin Rauch konsekrował kościół i ołtarz główny. W 1969 rozpoczęto przebudowę prezbiterium zgodnie z wymogami soboru watykańskiego II, a 11 czerwca 1972 abp Hermann Schäufele poświęcił nowy ołtarz celebracyjny. W 1995 roku elewacje świątyni i wieże poddano renowacji.

## Architektura i wyposażenie
Świątynia łączy cechy neoromańskie i neogotyckie, jego architektura wzorowana była na katedrze w Limburgu. Jest trójnawowa, ma układ bazylikowy. Ma transept, nad skrzyżowaniem naw wznosi się sygnaturka. Wieże mają wysokość niecałych 65 metrów. Organy wykonano w 1956 roku w miejscowym warsztacie Willy’ego Dolda, składają się z 3 manuałów i pedału. Na wieżach świątyni zawieszono łącznie sześć brązowych dzwonów, odlanych w ludwisarni Friedricha Wilhelma Schillinga w Heidelbergu. Pięć mniejszych wisi w wieży południowej, a największy – w północnej. Cztery mniejsze dzwony poświęcono 21 grudnia 1952, a dwa największe – 7 czerwca 1959, w Uroczystość Najświętszego Serca Pana Jezusa. Dane dzwonów:
| Imię                  | Waga    | Średnica | Ton  | Rok odlania |
| --------------------- | ------- | -------- | ---- | ----------- |
| Klaraglocke           | 391 kg  | 83,5 cm  | h'   | 1952        |
| Josefsglocke          | 561 kg  | 94,5 cm  | a'   | 1952        |
| Lambertusglocke       | 995 kg  | 114 cm   | fis' | 1952        |
| Marienglocke          | 1430 kg | 129 cm   | e'   | 1952        |
| Herz-Jesu-Glocke      | 2260 kg | 148 cm   | d'   | 1959        |
| Dreifaltigkeitsglocke | 4875 kg | 190,5 cm | a°   | 1959        |

## Galeria

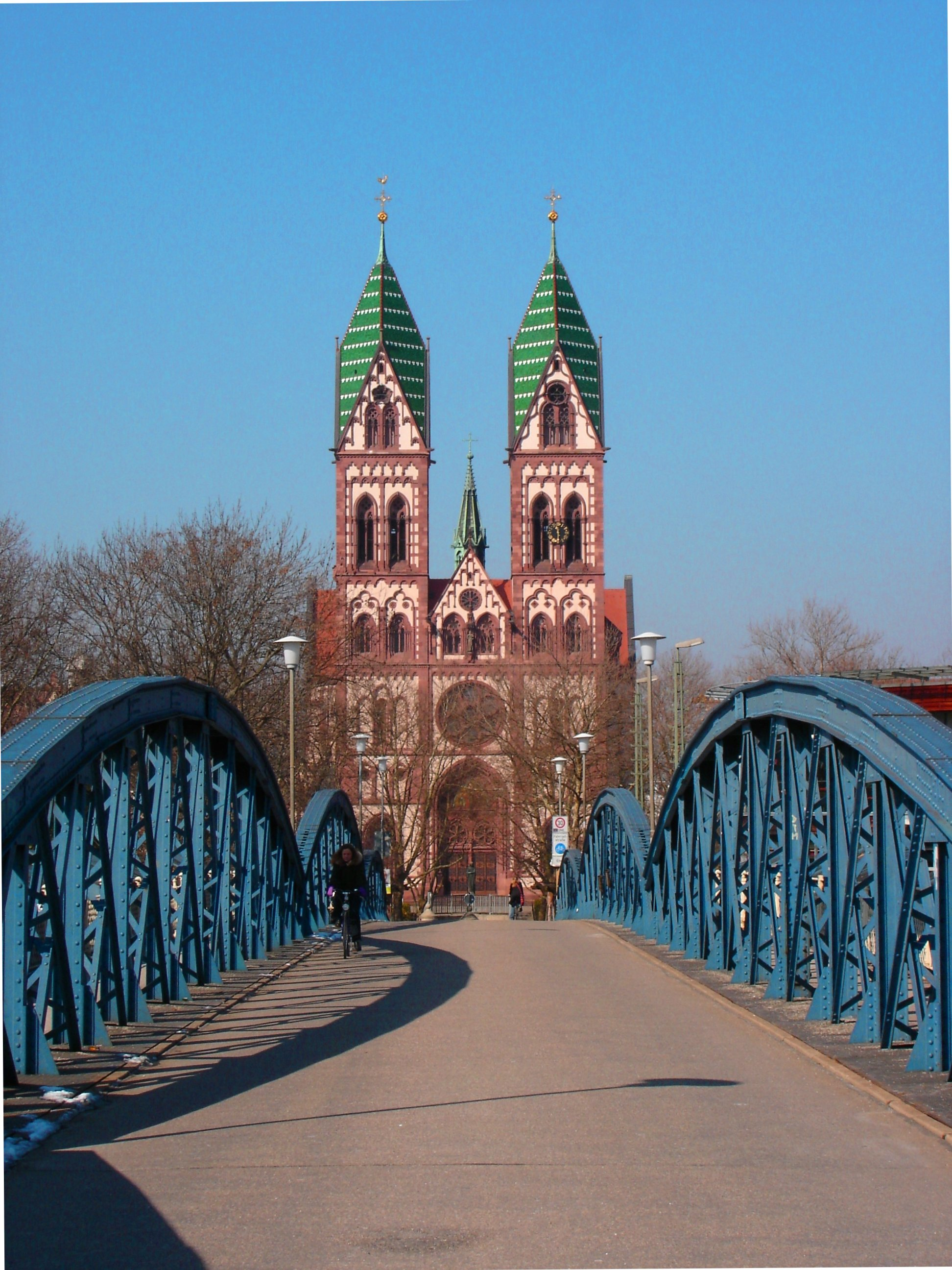
Widok z Wiwilíbrücke(inne języki)
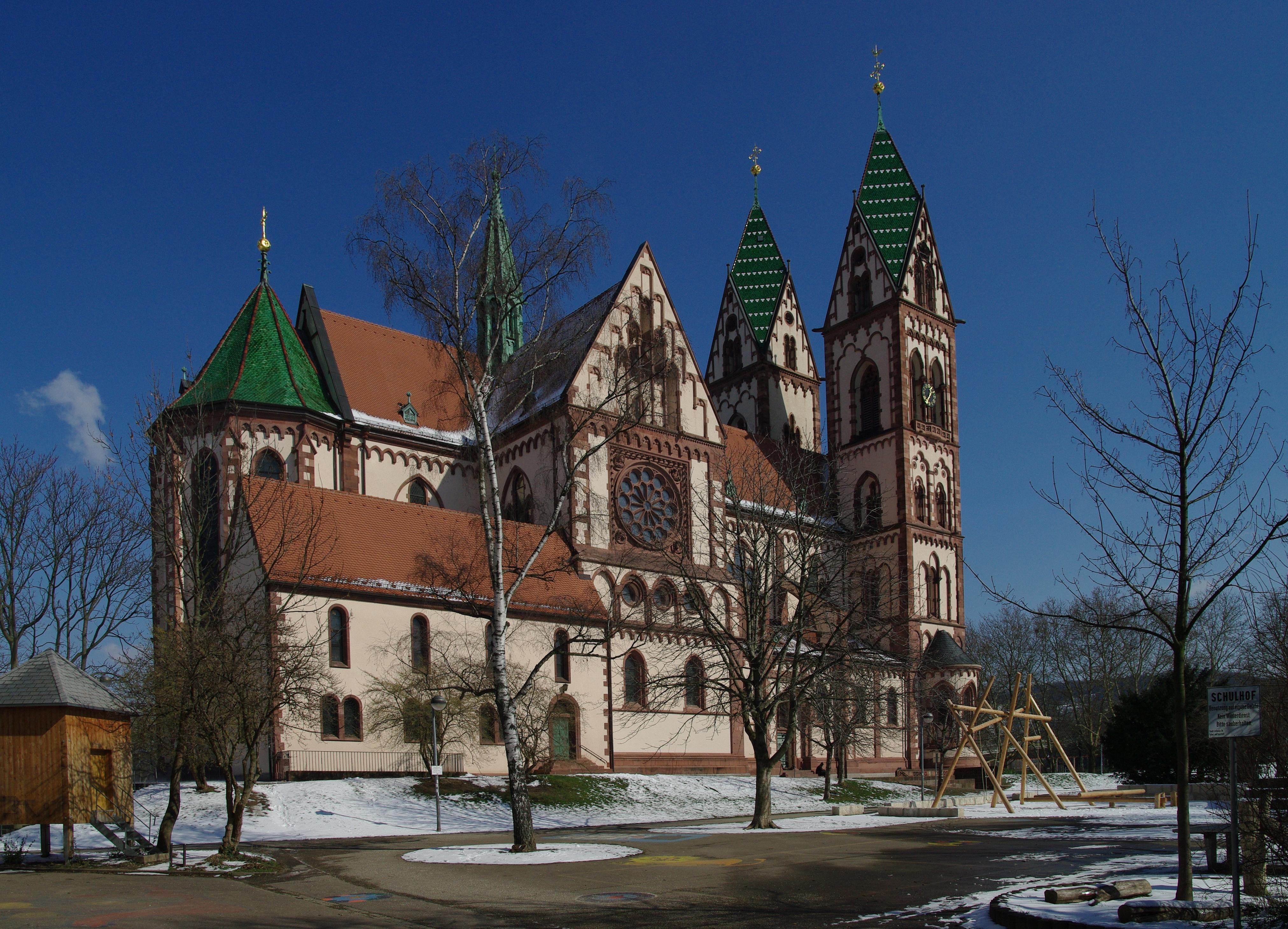
Widok z południowego zachodu
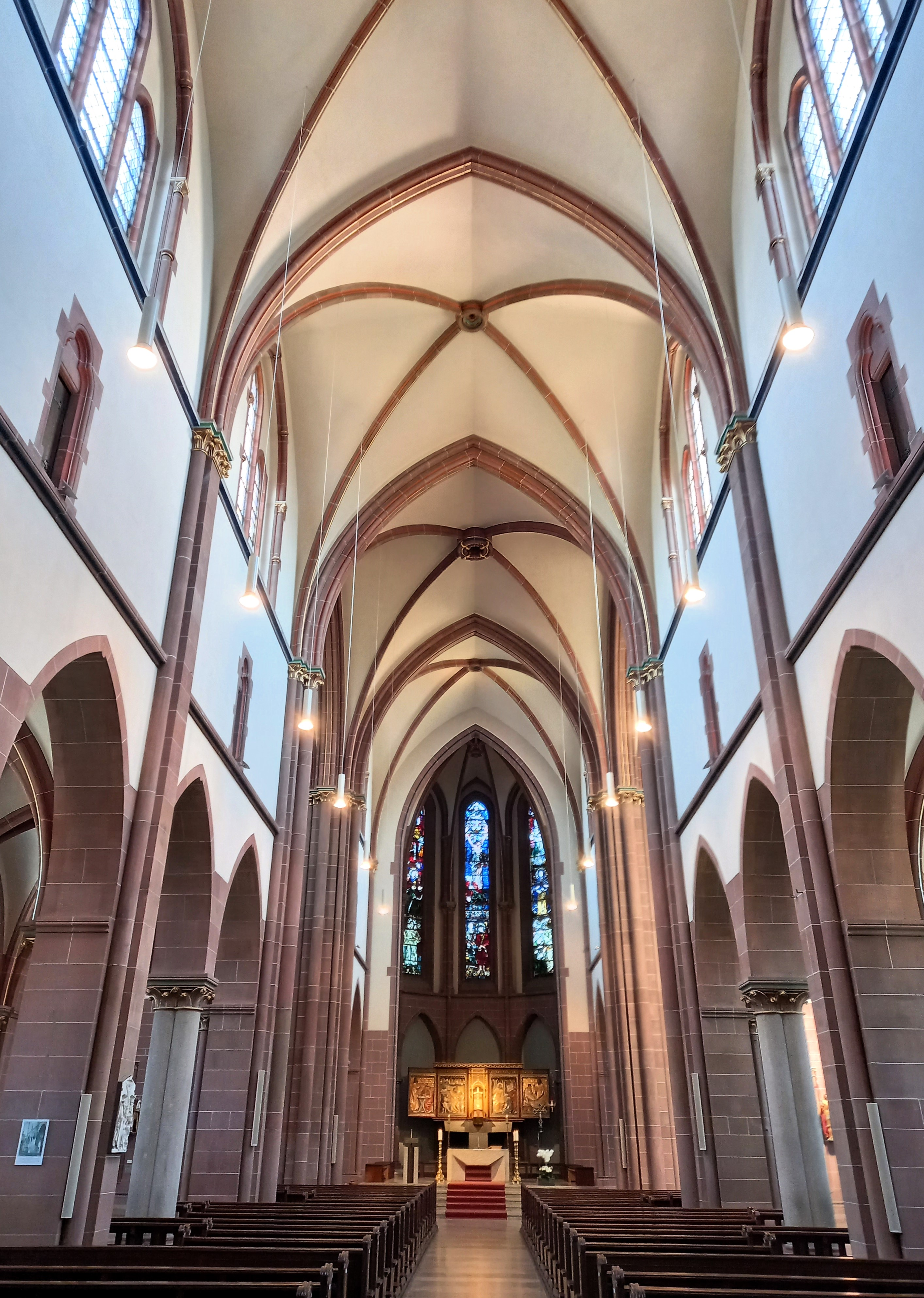
Wnętrze
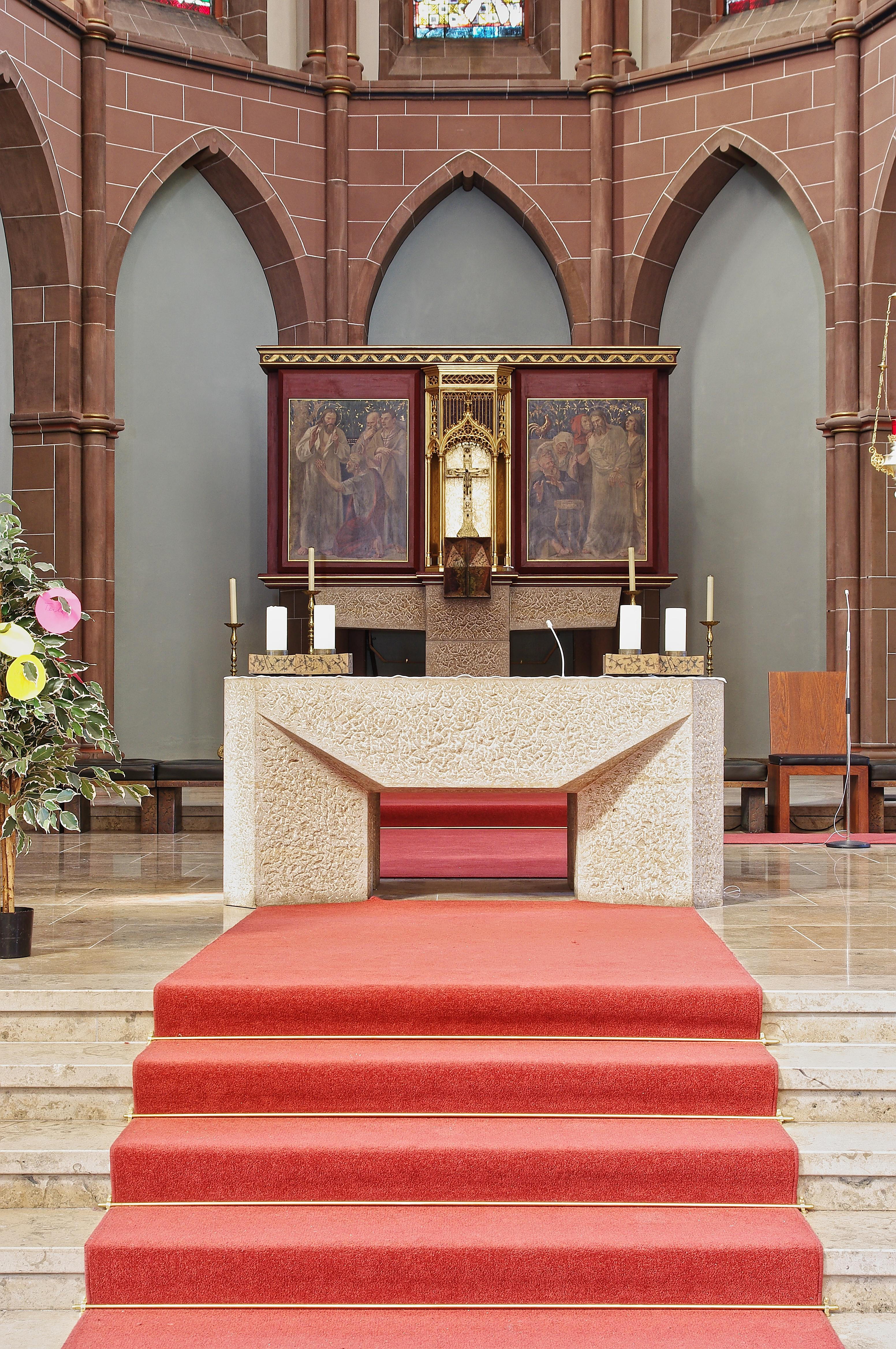
Ołtarz
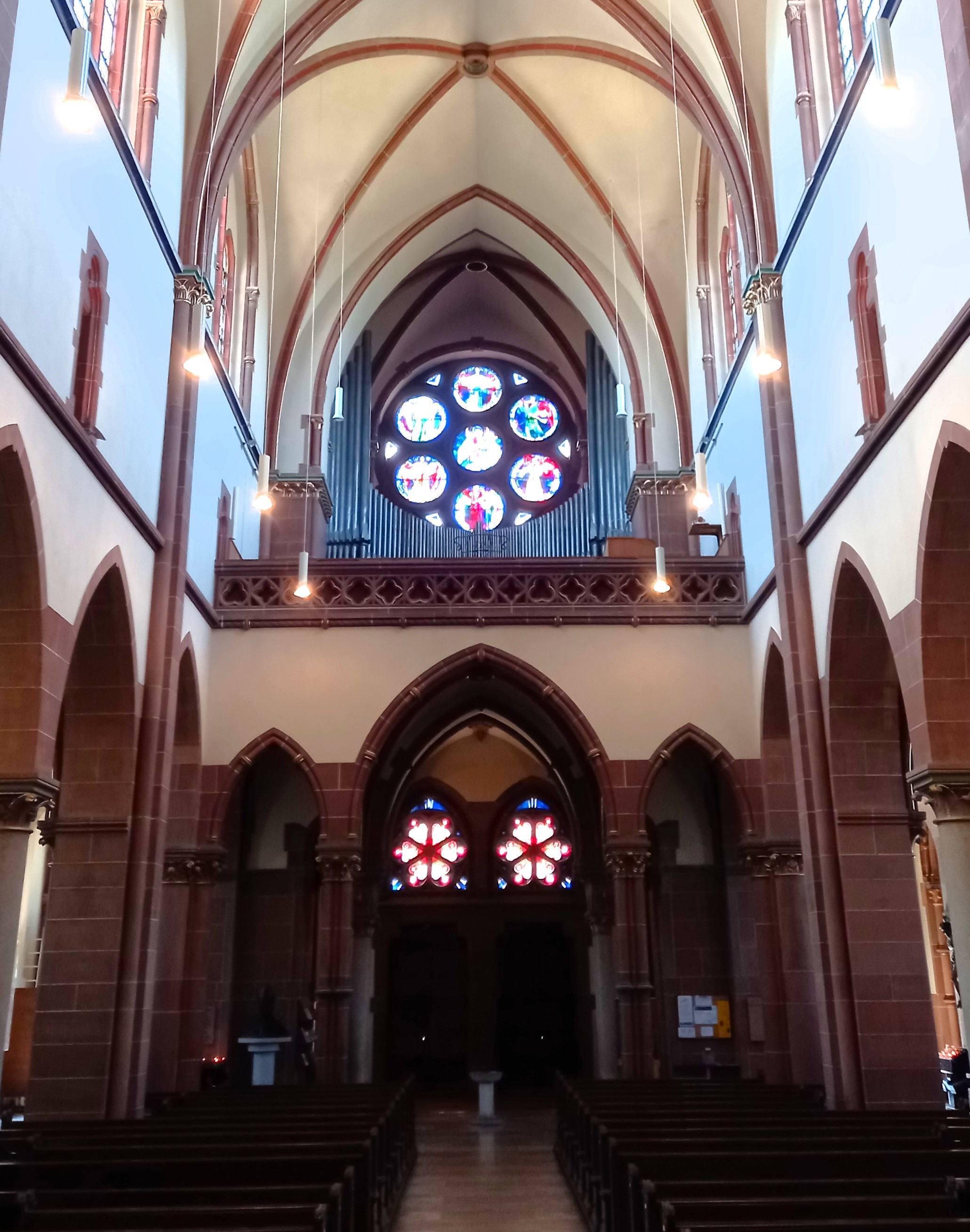
Empora organowa